# マチュー・ランスベール
マチュー・ランスベール（Mathieu Laensbergh or Lansbert, 生没年未詳）は、17世紀前半に実在したとされるベルギー人の数学者、占星術師。彼の名を冠した暦書や予言書は20世紀初頭まで連綿と刊行され続けた。
彼は、17世紀初頭にはリエージュのサン・バルテルミ司教座聖堂の参事会員だったという。しかし、当該期の名簿に彼の名前がないことは、つとに指摘されている。こうした彼の実在性の乏しさとは裏腹に、彼の名前は、当時の代表的な占星術師の一人としてよく知られていた。
彼の暦書で確認出来る最古のものは『マチュー・ランスベール師による閏年1636年向けの暦』である。ただし、状況証拠から1625年頃に最初の暦書が刊行されていたと見る者もいる。彼の暦書は翌年1年の「予言」を含んでいたことから好評を博し、パリやリエージュで毎年のように刊行され続けた。ランスベールの予言と称するものの多くは、偽作者たちの政治的主張や願望を予言に仮託し、権威付けに彼の名を借用するといった類のものに過ぎなかったようだが、中には偶然的中してしまった「予言」もあった。
1774年向けの暦では、「ある最も寵愛された貴婦人」が4月をもってその役目を終えることが予言されていた。デュ・バリー夫人は、これは自分を当てこすったものだとして大いに憤慨し、可能な限り廃棄させようと画策したとされるが、この年の5月にルイ15世が没したことで、結果として予言通りになってしまった。その後も、その年の大災害を予言した1794年向けの暦書が、リエージュ当局によって出版差し止めと版の廃棄の決定を受けるなど、何度か物議を醸した。
しかし、彼の暦書は19世紀に入ってからもなおも刊行され続けた。1849年だけで彼の名を冠した暦書や予言書は9冊も出されている。そのうちのひとつは『マチュー・ランスベール師による偉人の甥』というあからさまに政治的意図を含んだものであった（この「甥」とはナポレオン3世のことである）。ほぼ同じタイトルの暦書はノストラダムスの名でも出されている（『偉人の甥。1850年向けの暦』）。当時、ランスベールの名が、ノストラダムスなどと並んで予言者・占星術師の代表的なブランドとして通用していたことが窺える。なお、同じ年には『マチュー・ランスベール師による真実のノストラダムス』などという両者の名を用いたパンフレットまで刊行されていた。
彼の暦書はその後も更に刊行され、少なくとも1905年までは刊行が続いた（『マチュー・ランスベールのリエージュ大暦』ナンシー、1905年）。